# 洛西夫卡 (謝苗諾夫卡區)
52°3′17″N 32°33′42″E / 52.05472°N 32.56167°E
洛西夫卡（烏克蘭語：Лосівка），是烏克蘭北部的村莊，隸屬切爾尼希夫州的諾夫霍羅德-錫韋爾斯基區。該村面積1.13平方公里，海拔高度163米，2001年人口290，人口密度每平方公里256.6人。